# Changan Ford
Changan Ford (кит. упр. 长安福特; кит. трад. 長安福特; пиньинь Cháng'ān Fútè) — совместное предприятие Changan и Ford, основанное в 2012 году. Заводы компании расположены в Чунцине, Ханчжоу и Харбине.

## История
В конце 2012 года компания Changan-Ford прекратила сотрудничество с Mazda. В 2013 году компании Changan и Ford открыли новый завод по производству двигателей в Чунцине с инвестициями в размере 500 миллионов долларов США.
18 июня 2014 года компания Changan Ford открыла свой трансмиссионный завод в Чунцине с инвестициями в размере 350 миллионов долларов США. Это первый трансмиссионный завод Ford в Азиатско-Тихоокеанском регионе.
С 2015 года компания выпускает автомобили при поддержке Hafei.

## Продукция

### Выпускаемые автомобили
- Ford Escort
- Ford Explorer
- Ford Escape
- Ford Focus
- Ford Mondeo
- Ford Taurus
- Ford Edge
- Ford Evos
- Ford Mustang Mach-E
- Lincoln Corsair
- Lincoln Aviator
- Lincoln Nautilus
- Lincoln Zephyr

### Модели, снятые с производства
- Ford Fiesta
- Ford Mondeo Zhisheng
- Ford S-Max
- Ford Kuga[5]
- Ford EcoSport

## Галерея

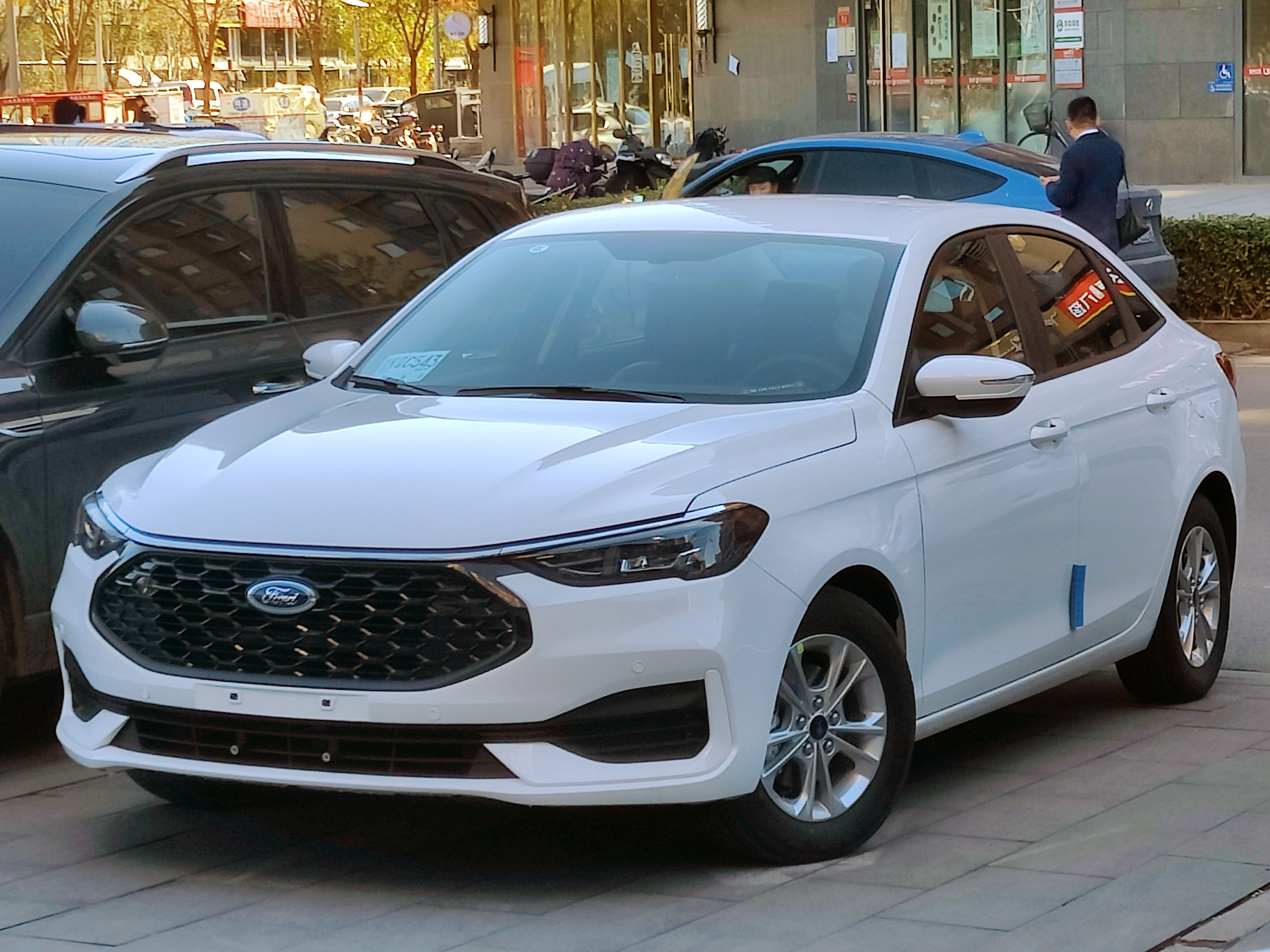
Ford Escort (Китай)
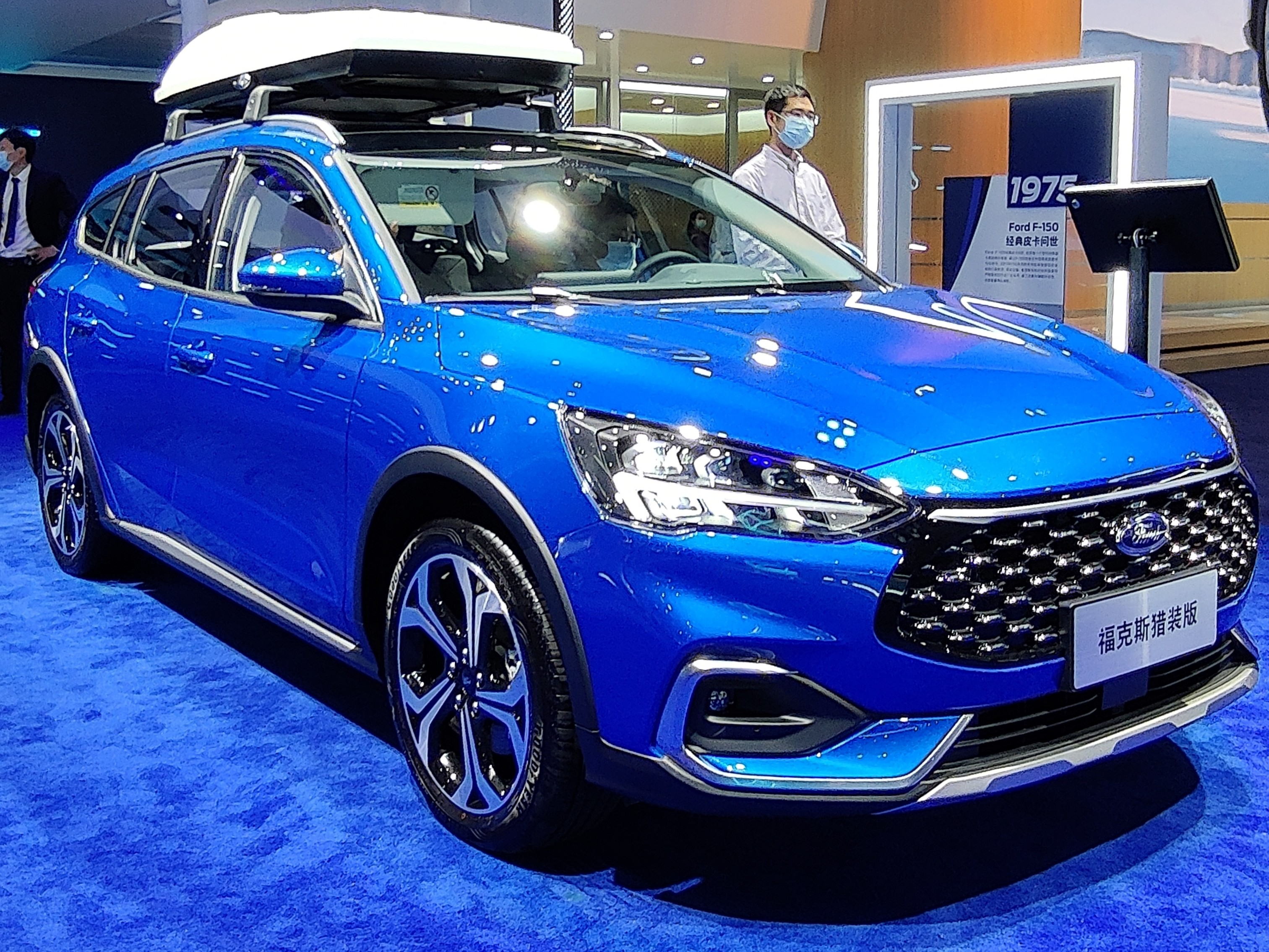
Ford Focus
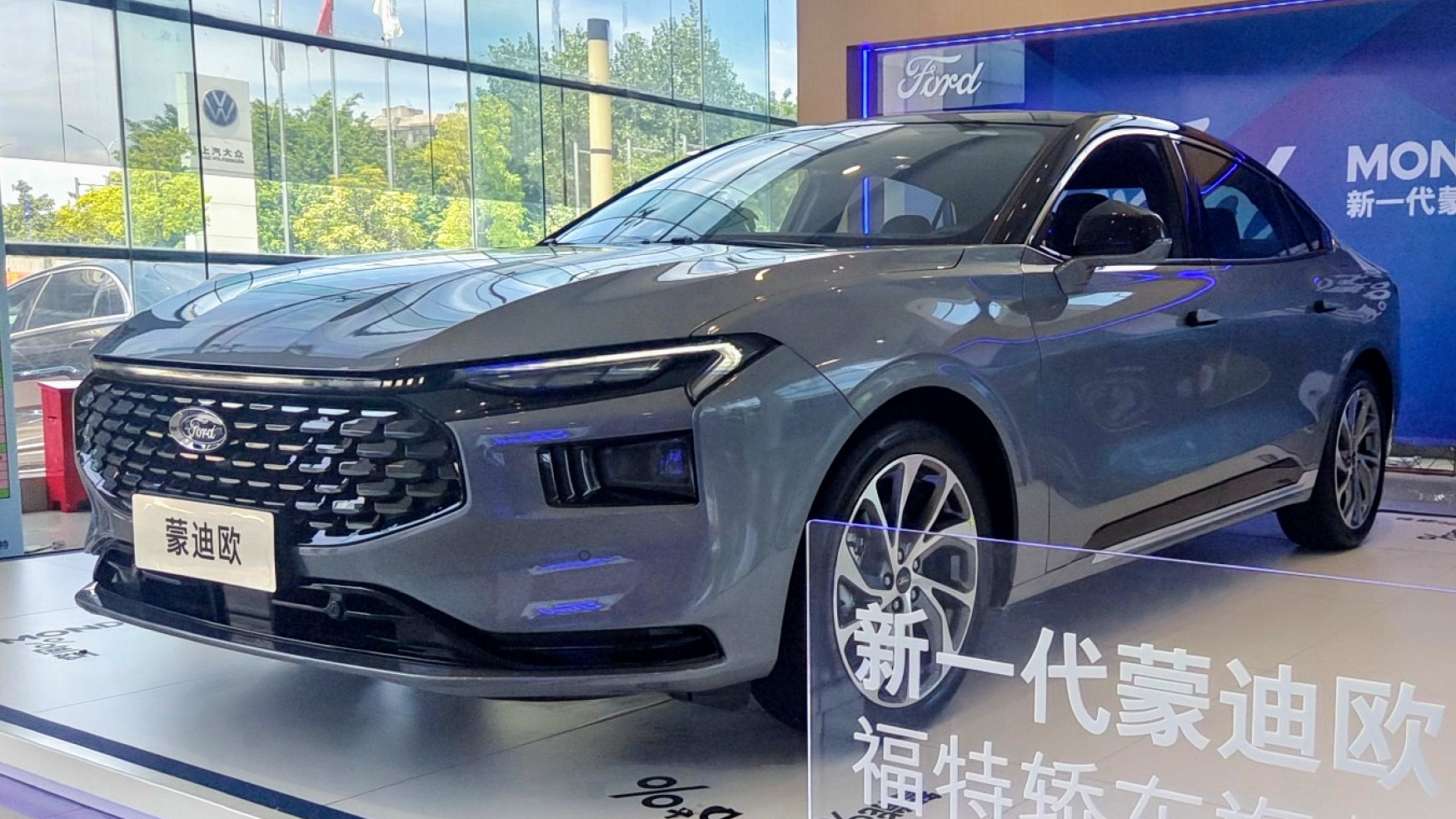
Ford Mondeo/Taurus
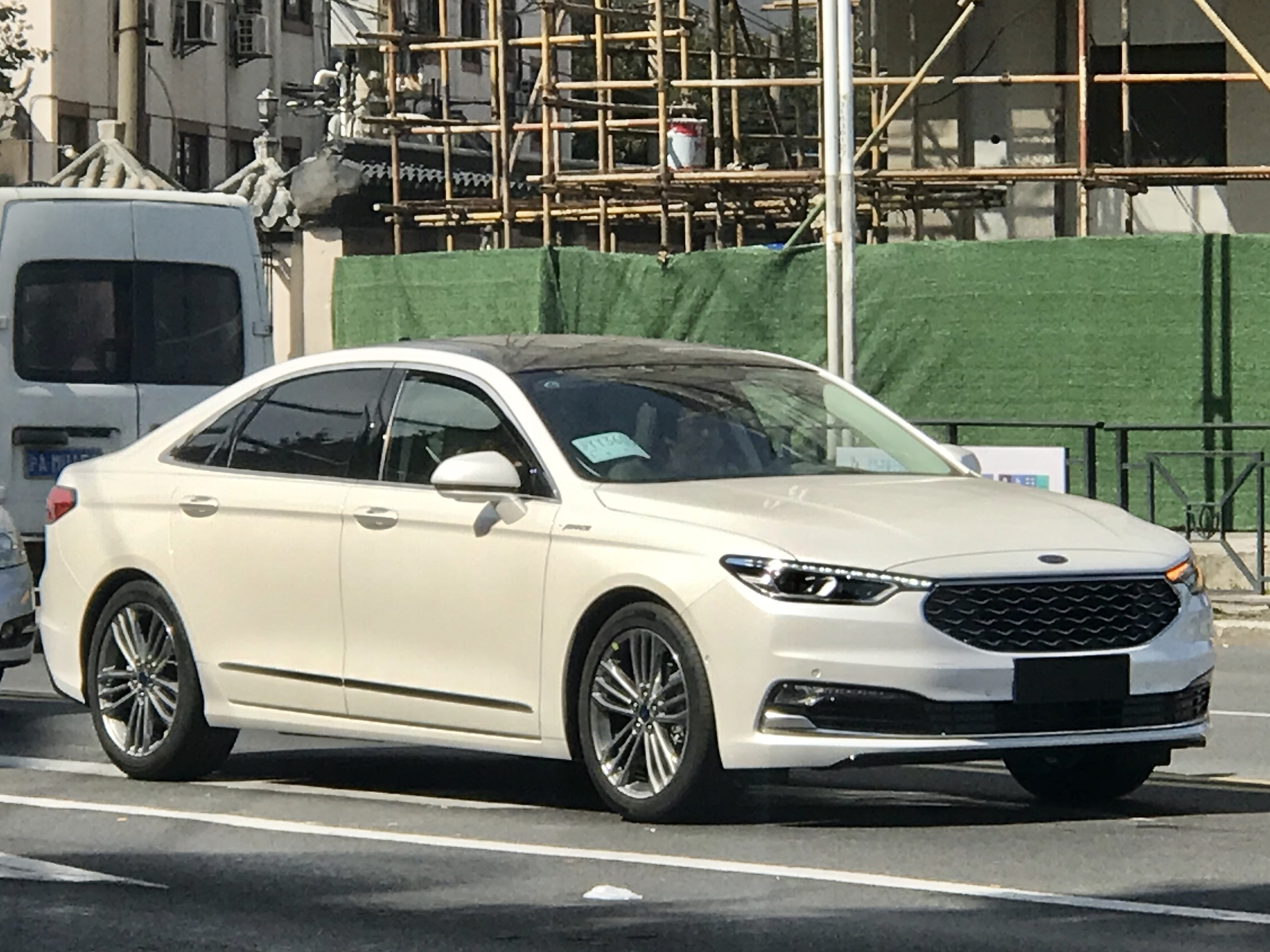
Ford Taurus (Китай)
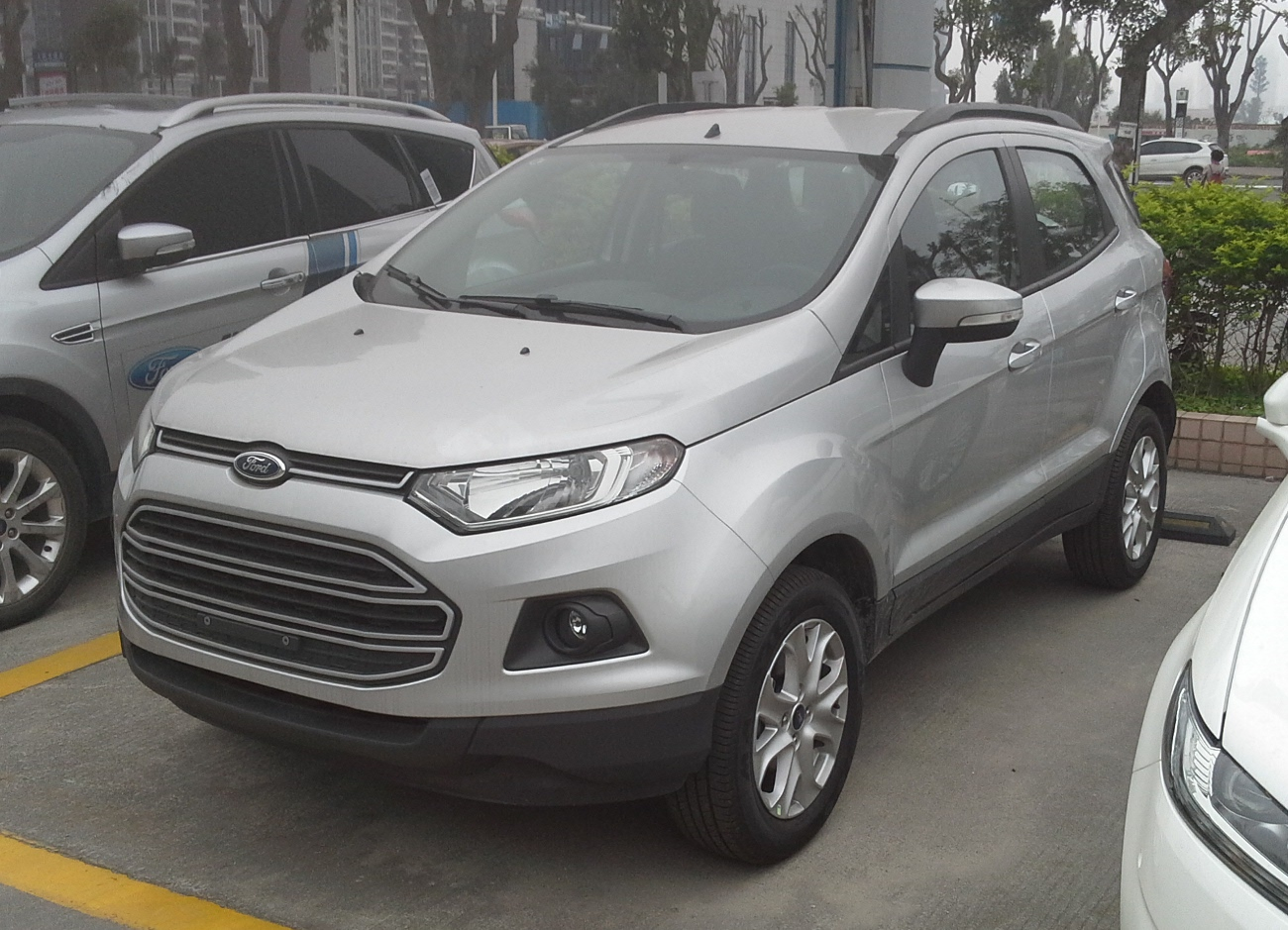
Ford EcoSport
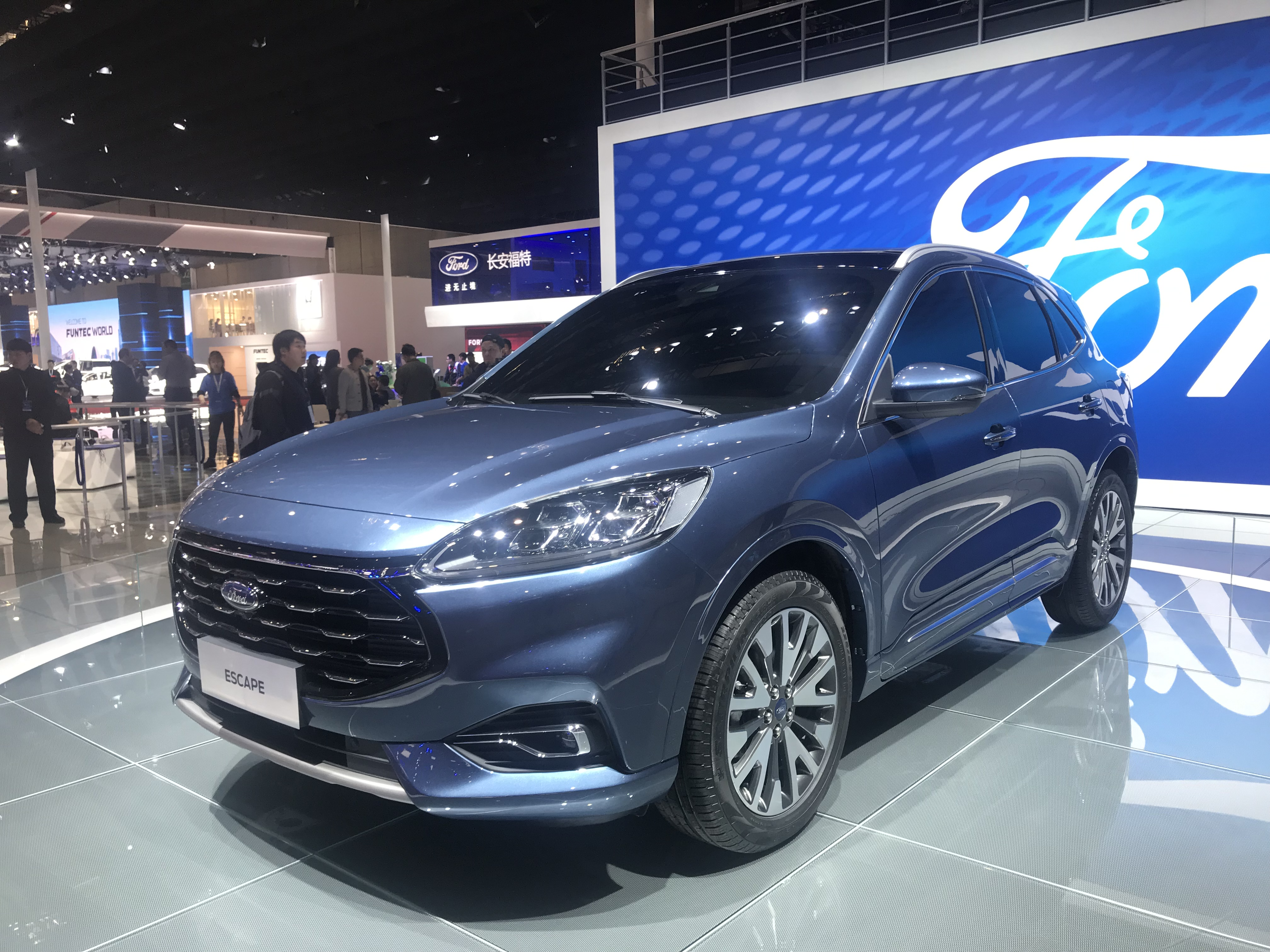
Ford Escape
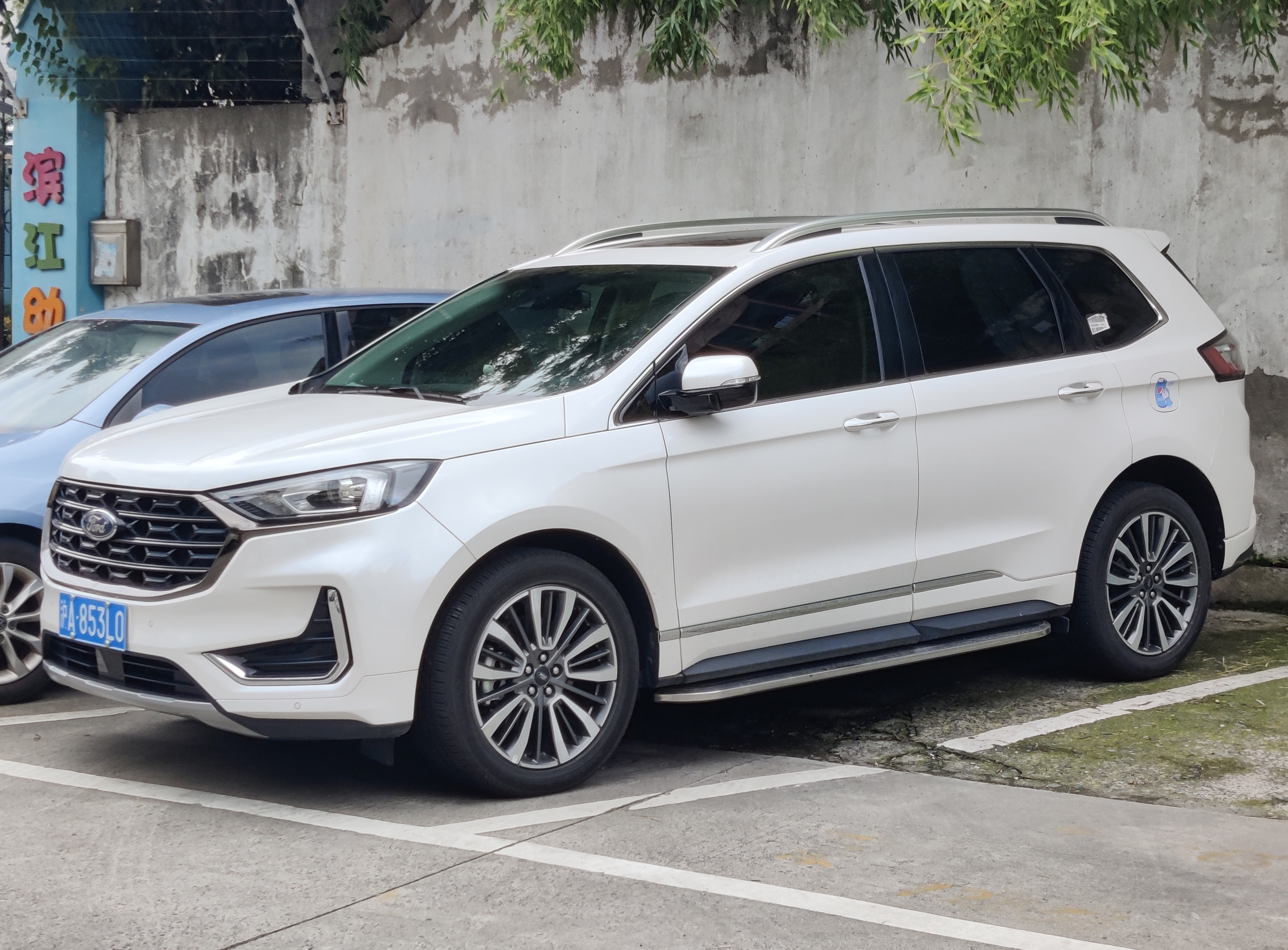
Ford Edge
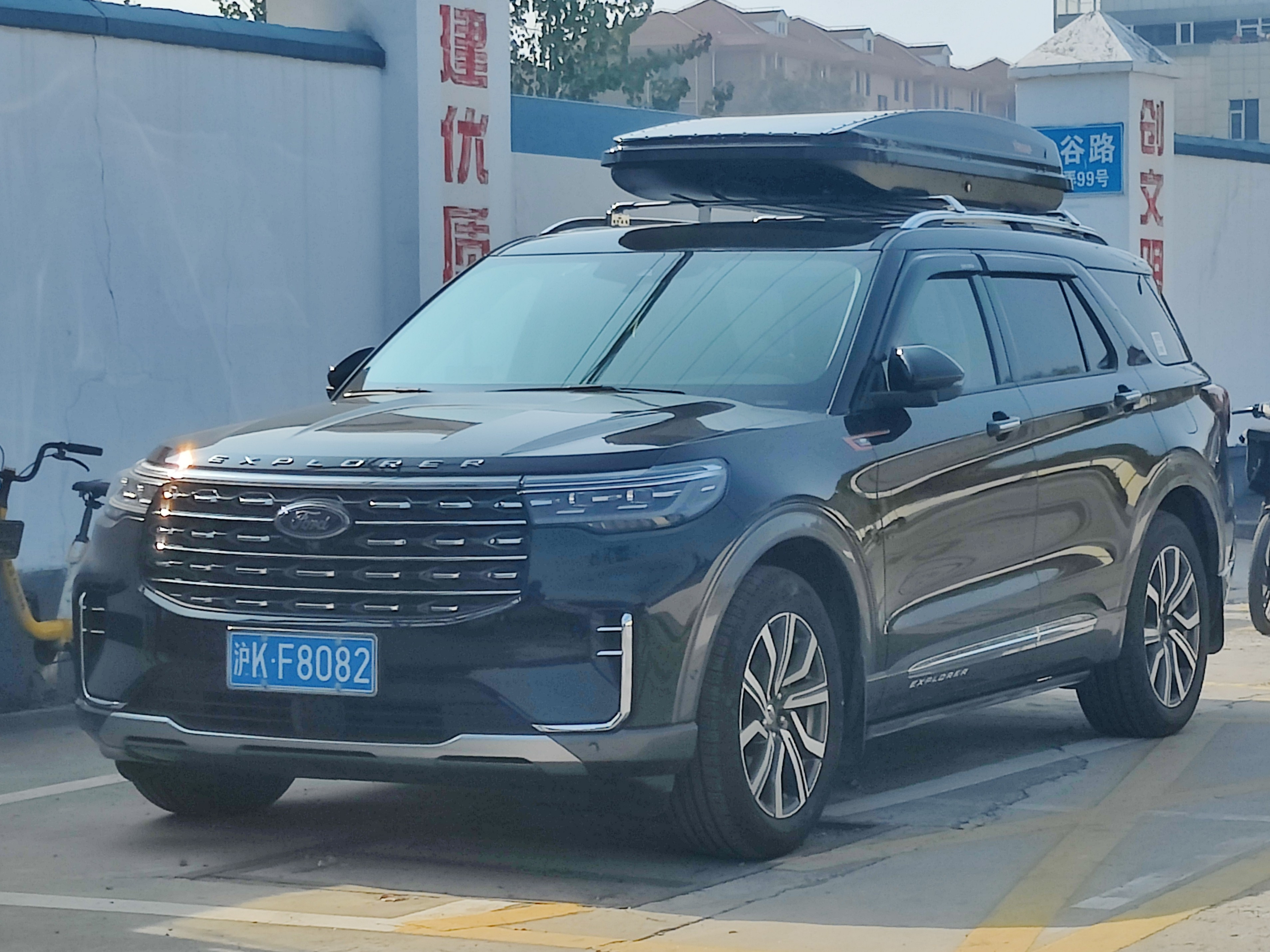
Ford Explorer
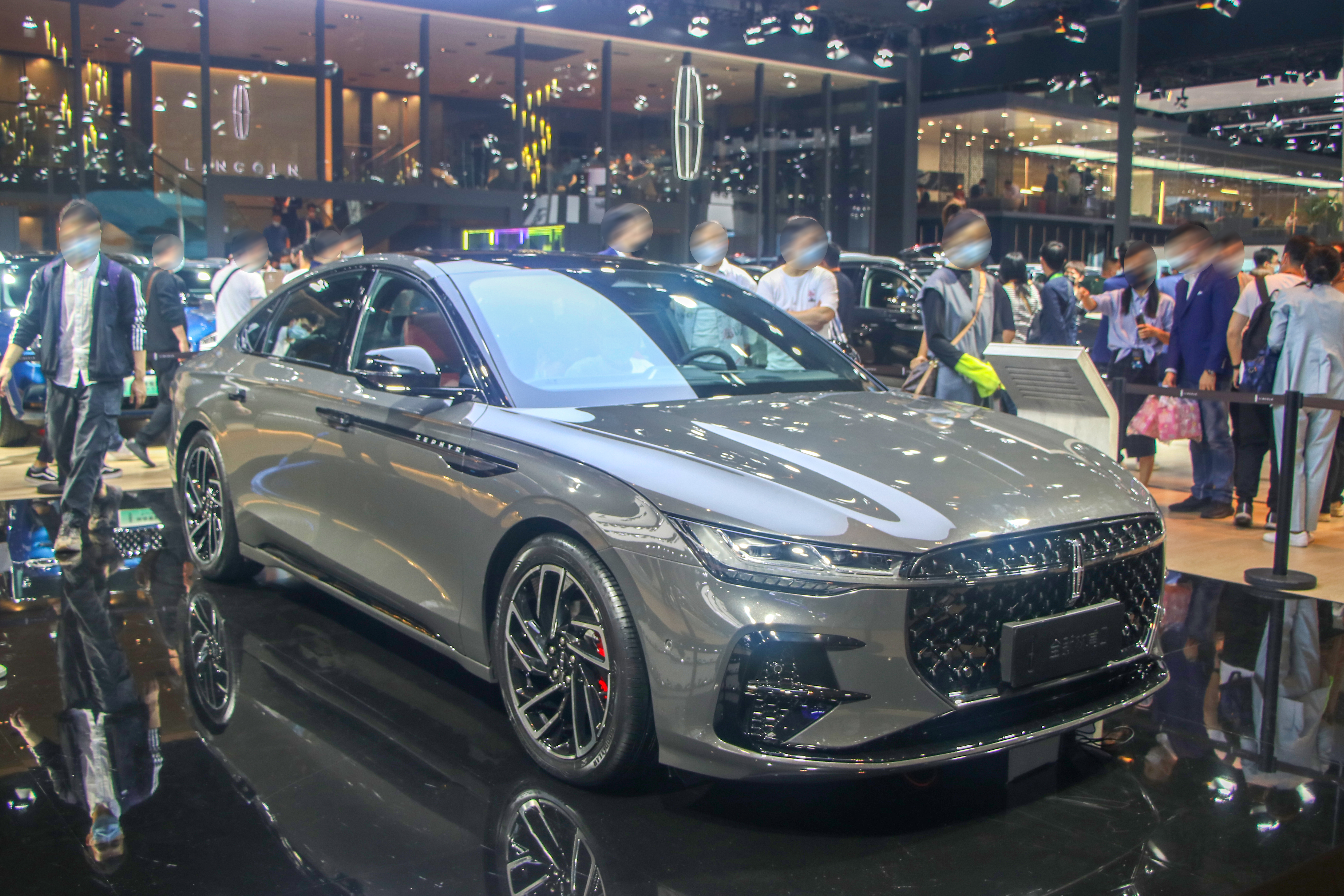
Lincoln Zephyr
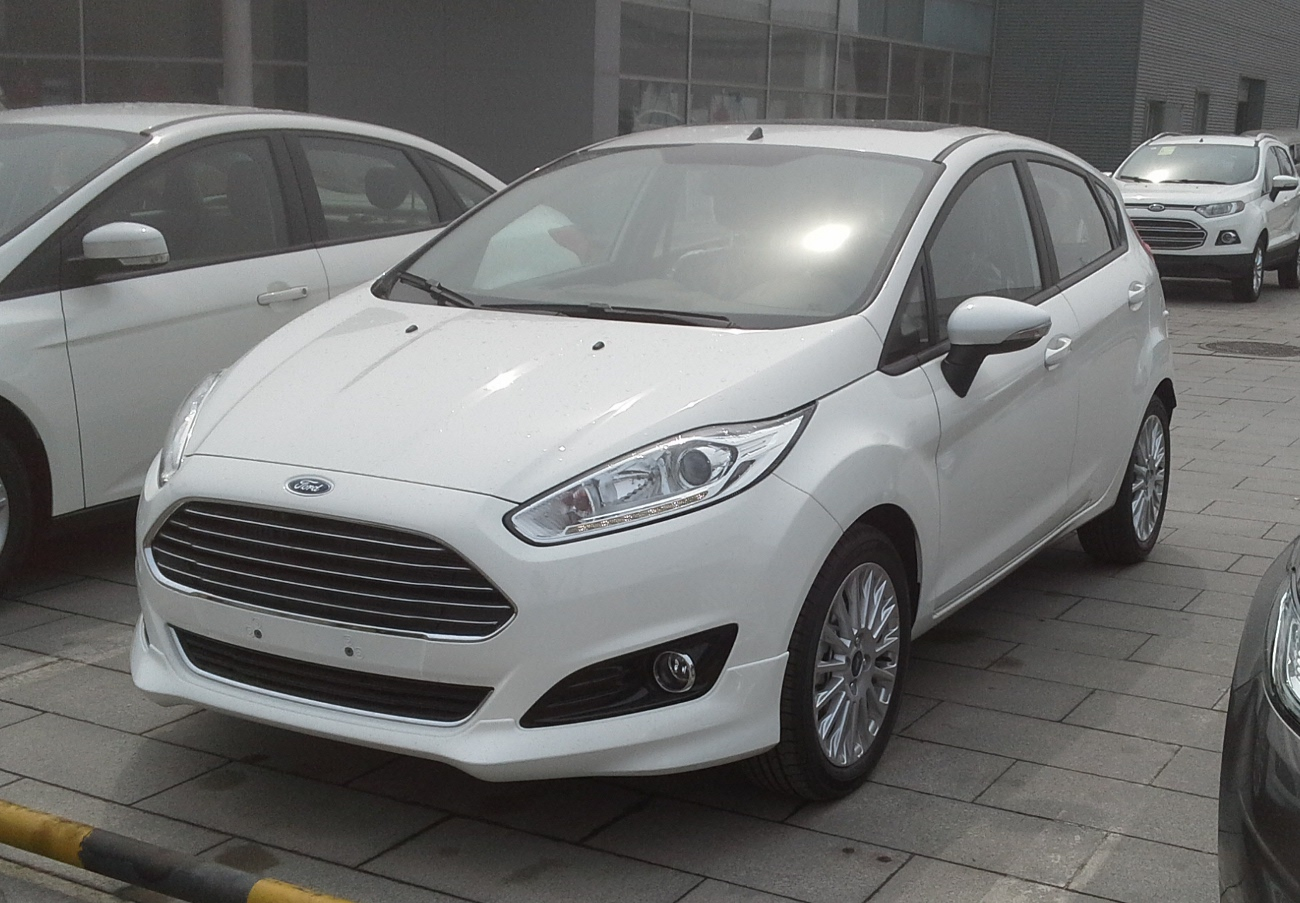
Ford Fiesta
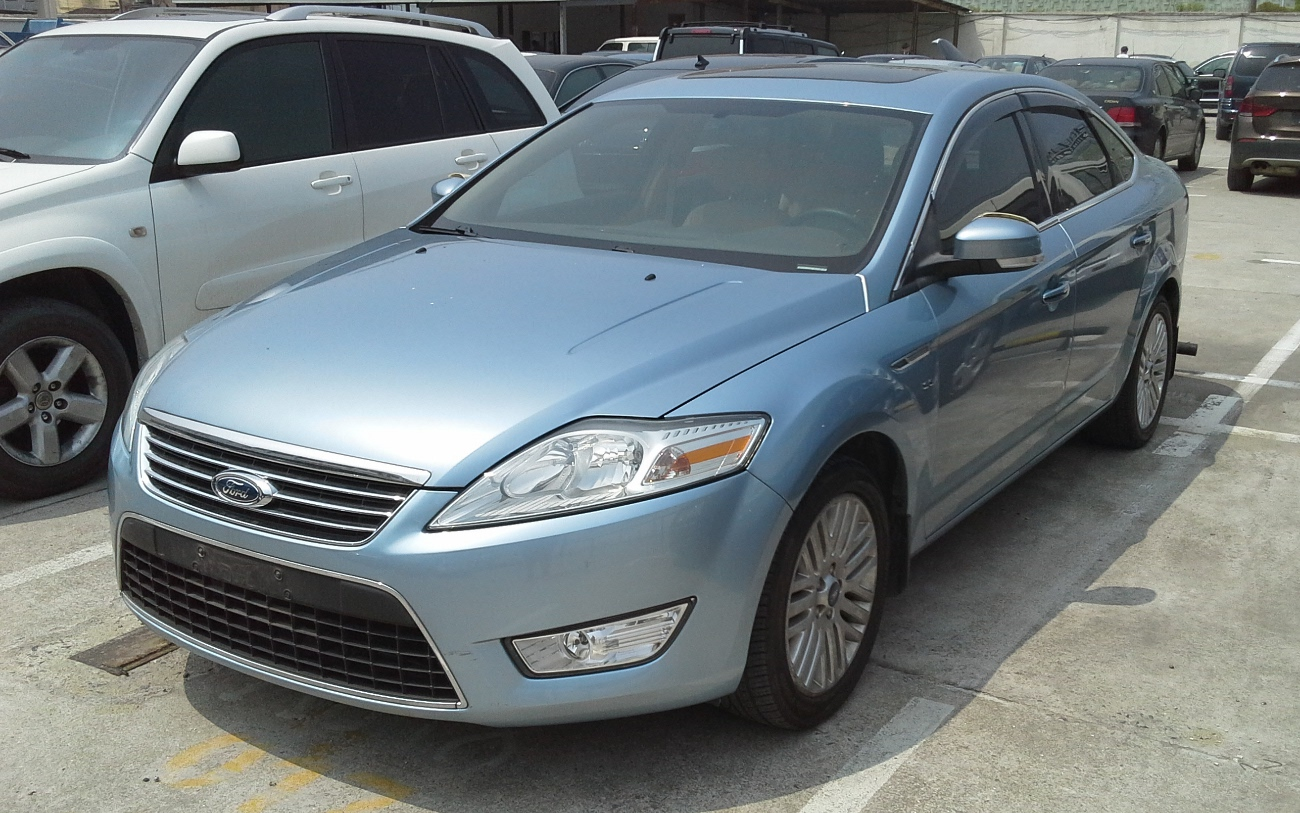
Ford Mondeo Zhisheng
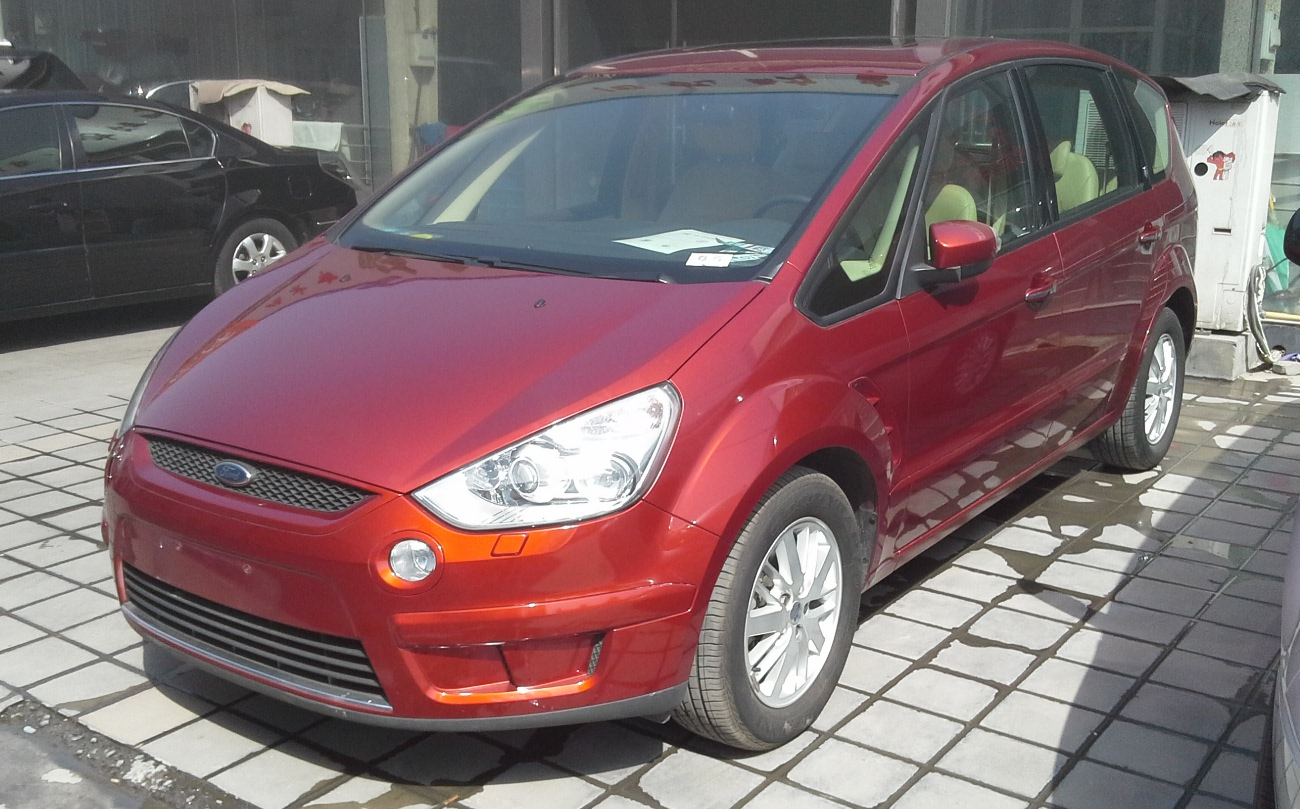
Ford S-Max

## Продажи
| Год  | Продано |
| ---- | ------- |
| 2012 | 418,500 |
| 2013 | 678,950 |
| 2014 | 801,603 |
| 2015 | 836,425 |
| 2016 | 957,495 |
| 2017 | 826,740 |
| 2018 | 417,215 |
| 2019 | 183,987 |
| 2020 | 213,680 |
| 2021 | 304,682 |
| 2022 | 251,000 |